# Bodystocking
En bodystocking eller body er en alt-i-en del; BH og trusse i et stykke, der sidder tæt til kroppen. En bodystocking er enten glat eller har indbygget bh, der kan være med eller uden bøjler og åbnes/lukkes i trusserne med en underfold med hægter eller tryklåse.